# Буразери
Буразери (енгл. Bros) америчка је романтична комедија из 2022. године. Режију потписује Николас Столер, по сценарију који је написао с Билијем Ајхнером. Један је од првих геј романтичних комедија које је произвео већи студио, а садржи и чланове главне глумачке поставе који се отворено изјашњавају као припадници ЛГБТ+ заједнице. 
Премијерно је приказан 9. септембра 2022. године на Филмском фестивалу у Торонту, док је 30. септембра исте године пуштен у биоскопе у Сједињеним Америчким Државама. Добио је позитивне рецензије критичара, али остварио финансијски неуспех, зарадивши 14,8 милиона долара широм света.

## Радња
Боби (Били Ајхнер) је неуротични водитељ подкаста који је задовољан тиме што нема озбиљну везу, али све се мења када упозна једнако незаинтересованог адвоката и спортског типа, Арона (Лук Макфарлан).

## Улоге
| Глумац           | Улога          |
| ---------------- | -------------- |
| Били Ајхнер      | Боби Либер     |
| Лук Макфарлан    | Арон Шепард    |
| Тијес Медисон    | Анџела         |
| Моника Рејмунд   | Тина           |
| Гиљермо Дијаз    | Едгар          |
| Гај Бранум       | Хенри          |
| Аманда Бирс      | Ен Шеперд      |
| Џим Раш          | Роберт         |
| Боуен Јанг       | Лоренс Грејп   |
| Мис Лоренс       | Ванда          |
| Харви Фирстајн   | Луис           |
| Симон            | Марти          |
| Ив Линдли        | Тамара         |
| Дило             | Том            |
| Џај Родригез     | Џејсон Шеперд  |
| Питер Ким        | Питер          |
| Дот-Мари Џоунс   | Чери           |
| Бека Блеквел     | Лукас          |
| Брок Чијарлели   | Стив           |
| Кристин Ченоует  | себе           |
| Дебра Месинг     | себе           |
| Џастин Ковингтон | Пол            |
| Бен Стилер       | себе           |
| Кенан Томпсон    | Џејмс Болдвин  |
| Ејми Шумер       | Еленор Рузвелт |
| Сет Мајерс       | Харви Милк     |